# Зугдідська церква Влахернської Божої Матері
Зугдідська церква Влахернської Божої Матері (груз. ზუგდიდის ვლაქერნის ყოვლადწმიდა ღმრთისმშობლის ხატის სახელობის საკათედრო ტაძარი) — кафедральний храм  Грузинської православної церкви в Зугдіді. Центр Зугдідської і Цаїської єпархії.

## Історія
Еквтіме Такаїшвілі зазначає, що «Церква нового Зугдіді побудована з каменю, грузинського стилю, за правління  Левана V Дадіані, будівництво почалося в 1825 р., а закінчилося в 1830 р.».
Гроші на будівництво виділив російський імператор Олександр I, він же повернув один із списків Влахернської ікони Божої Матері, яка за переказами не раз рятувала Константинополь від навали ворогів.
У 10-тих роках XVIII століття Георгій IV Гуріелі виступив у похід проти Імеретинського царя Олександра IV. Серед скарбів, вивезених в Гурію, згадується і Влахернська ікона. В 1805 р. мегрельська княгиня Ніно (вдова Григола Дадіані) разом з депутацією мегрельських князів подарувала ікону імператору Олександру I, який багато прикрасив ікону і повернув її мегрельському народу.
Влахернська ікона потрапила до Мегрелії з Константинополя і була однією з головних цінностей князів Дадіані.
У храмі зберігаються такі загальнохристиянські цінності — риза і частина пояса Пресвятої Богородиці, мощі Святого Георгія та Святого Іоанна, кисть Святої Марини, і частина губки, з якої випив оцту Ісус Христос, що потрапили в Грузію з Візантії після взяття її турками в 1453 р.
15 липня святкується свято храму — Влархноба.

## Світлини

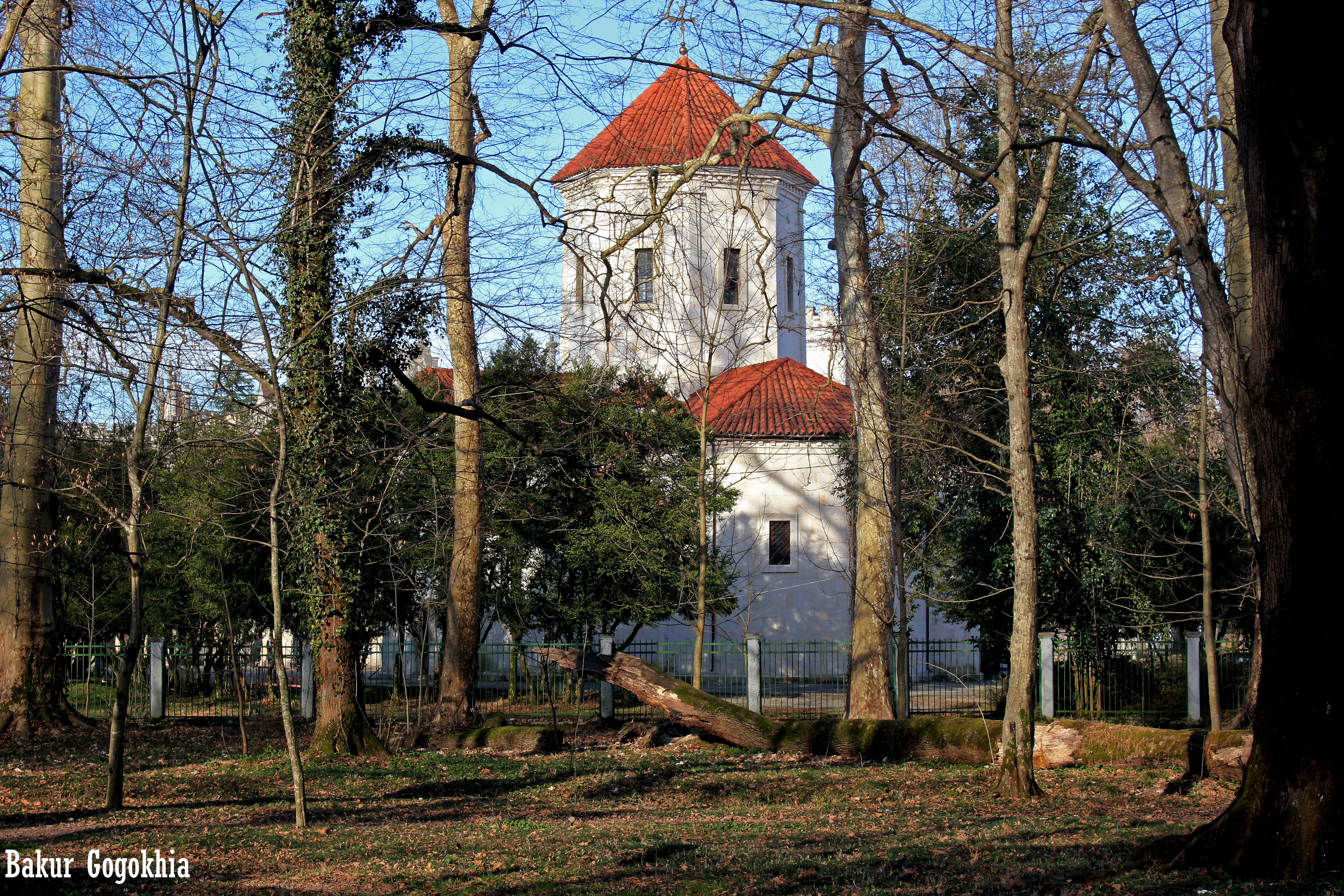
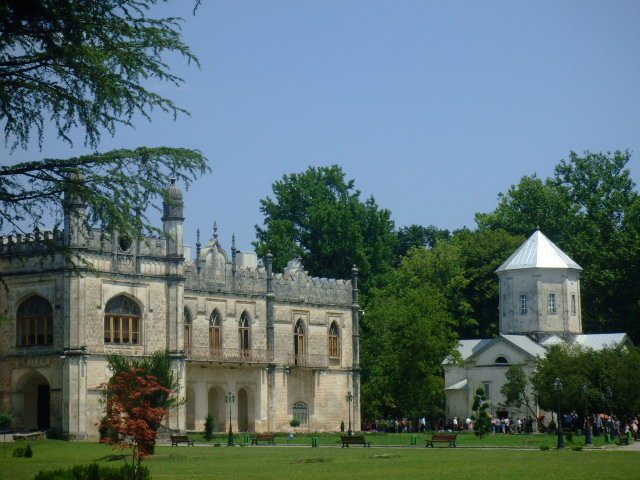
Палац Дадіані та церква
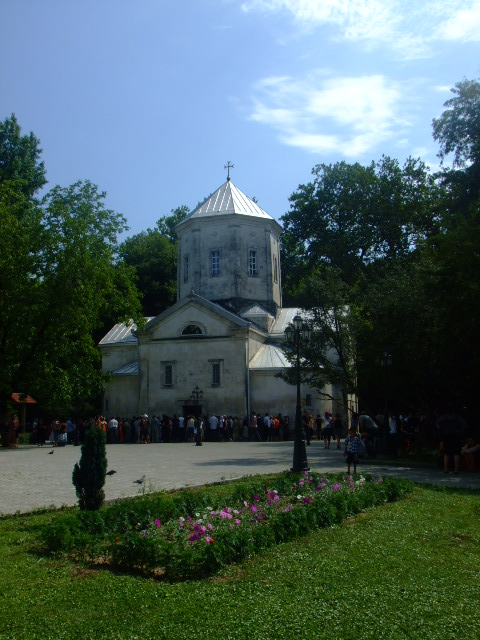

| Церква (споруда) | Це незавершена стаття про церковну будівлю. Ви можете допомогти проєкту, виправивши або дописавши її. |